# Zeche Glücklicher Hermann
Die Zeche Glücklicher Hermann in Hattingen-Blankenstein ist ein ehemaliges Steinkohlenbergwerk. Die Zeche ist aus einer Konsolidation entstanden; über das Bergwerk wird nur wenig berichtet.

## Geschichte

### Gutglück
Das Längenfeld Gutglück in Hattingen-Blankenstein wurde bereits im Jahr 1748 in den Unterlagen erwähnt. Das Feld wurde zwar im Jahr 1774 vermessen, ob das Längenfeld auch anschließend verliehen wurde, ist nicht bekannt. Zwei Jahre später wurde auf ein Grubenfeld, das in der Nähe der heutigen Blankensteiner Mühle lag, eine erneute Mutung eingelegt. Das gemutete Feld befand sich nördlich der Zeche Hermann. Im Jahr 1800 umfasste die Berechtsame vier Flöze. Bis zum Jahr 1811 fand in dem Längenfeld kein Abbau statt, im selben Jahr kam es zur Konsolidation mit der Zeche Hermann zur Zeche Glücklicher Hermann.

### Die weiteren Jahre
Im Jahr 1811 konsolidierte die Zeche Hermann mit dem Längenfeld Gutglück. Das Längenfeld war zu diesem Zeitpunkt noch unverritzt. Auf dem Grubenfeld der Zeche Hermann war der Schacht Abraham vorhanden, der Schacht hatte eine Teufe von 32¾ Lachtern. Am 20. Februar des Jahres 1813 wurden drei Längenfelder der Berechtsame erneut verliehen. Im darauffolgenden Jahr wurde der Schacht Abraham nur noch für die Bewetterung genutzt. Die abgebauten Steinkohlen wurde durch den Stollen gefördert und von dort weiter bis zur Ruhr. Ab 1815 ging die Förderung auf nur noch geringfügige Mengen zurück. Im Jahr 1820 konsolidierte die Zeche Glücklicher Hermann mit weiteren Zechen zur Zeche Hermanns Gesegnete Schiffahrt.